# Rivière Latourette
Rivière Latourette är ett vattendrag i Kanada.   Det ligger i provinsen Québec, i den östra delen av landet, 1 800 km norr om huvudstaden Ottawa.
Trakten runt Rivière Latourette består i huvudsak av gräsmarker. Trakten runt Rivière Latourette är nära nog obefolkad, med mindre än två invånare per kvadratkilometer.